# Брест-1 (кантон)
Брест-1 (фр. Brest-1) — кантон во Франции, находится в регионе Бретань, департамент Финистер. Входит в состав округа Брест.

## История
Кантон образован в результате реформы 2015 года. В его состав вошли центральные кварталы города Брест.

## Политика
с 2021 года кантон в Совете департамента Финистер представляют Кевен Фор (Kévin Faure) (Социалистическая партия) и вице-мэр города Брест Жаклин Эре (Jacqueline Héré) (Коммунистическая партия).
|                | Кандидаты                      | Партия                   | Первый тур | Первый тур     | Второй тур | Второй тур |
| Кол-во голосов | Кандидаты                      | Партия                   | % голосов  | Кол-во голосов | % голосов  |            |
| -------------- | ------------------------------ | ------------------------ | ---------- | -------------- | ---------- | ---------- |
|                | Кевен Фор Жаклин Эре           | Разные левые             | 1 200      | 30,17          | 1 864      | 55,36      |
|                | Фред Ле Дюф Мари Сержан        | Левый блок — Зелёные     | 909        | 22,85          | 1 503      | 44,64      |
|                | Мартьяль Коффи Элизабет Лувель | Национальное объединение | 792        | 19,91          |            |            |
|                | Анн Желебар Ив Паже            | Республиканцы            | 596        | 14,98          |            |            |
|                | Абду Карфауи Кристин Маргонь   | Разные центристы         | 481        | 12,09          |            |            |

|                | Кандидаты                      | Партия                  | Первый тур | Первый тур     | Второй тур | Второй тур |
| Кол-во голосов | Кандидаты                      | Партия                  | % голосов  | Кол-во голосов | % голосов  |            |
| -------------- | ------------------------------ | ----------------------- | ---------- | -------------- | ---------- | ---------- |
|                | Бернадетт Абивен Франк Реприже | Социалистическая партия | 2 481      | 39,11          | 3 454      | 59,76      |
|                | Колетт Ле Ген Жан-Мари Нош     | Правый блок             | 1 570      | 24,75          | 2 326      | 40,24      |
|                | Юбер Берго Анжелик Паж         | Национальный фронт      | 1 228      | 19,36          |            |            |
|                | Патрик Аппер Жаклин Эре        | Левый фронт             | 1 065      | 16,79          |            |            |